# アントニオ・アルバレス・ペレス
イト（Ito）ことアントニオ・アルバレス・ペレス（Antonio Álvarez Pérez、1975年1月21日 - ）は、スペイン・エストレマドゥーラ州アルメンドラレホ出身の元サッカー選手、元サッカー指導者。ポジションはMF。元スペイン代表。

## 経歴

### クラブ
1991-92シーズン、セグンダ・ディビシオンBのCFエストレマドゥーラでプロデビューを果たした。レギュラーとしてプレーした1993-94シーズン、クラブがセグンダ・ディビシオンに昇格すると、昇格2シーズン目にトップリーグであるラ・リーガ昇格を経験した。自信初のラ・リーガで送ることになった1996-97シーズン、21歳ながらリーグ戦全42試合のうち39試合に出場したが、クラブがセグンダに降格してしまった。
1997年夏、セルタ・デ・ビーゴに移籍した。セルタでは元ロシア代表MFのアレクサンドル・モストヴォイと4-4-2の中盤でコンビを組み、リーグ戦34試合に出場してクラブのリーガ6位フィニッシュに貢献した。セルタにはこの1997-98シーズンのみの在籍に終わり、1998年にレアル・ベティスへと移籍した。ベティスではセグンダ・ディビシオン降格など不遇の時期を過ごしたこともあったが、在籍計6シーズンで公式戦200近くに出場した。
2004-05シーズン、RCDエスパニョールに加入すると、翌シーズンにキャリア初にして唯一となったメジャータイトルであるコパ・デル・レイ優勝を達成した。しかし、優勝した次のシーズンは出場機会がごくわずかになり、同シーズン終了後にエスパニョールを退団した。
その後は、セグンダ・ディビシオンのコルドバCF、故郷エストレマドゥーラ州のクラブであるCPカセレーニョに短期間所属して2010年に現役を引退した。

### 代表
1998年9月23日、親善試合のロシア代表戦にてスペイン代表デビューを果たしたが、これが唯一のA代表キャップとなった。

## タイトル

### クラブ
CFエストレマドゥーラ
- セグンダ・ディビシオンB : 1回 (1993-94

RCDエスパニョール
- コパ・デル・レイ : 1回 (2005-06)

### 代表
U-21スペイン代表
- UEFA U-21欧州選手権 : 1回 (1998)